# 小行星73442
小行星73442（73442 Feruglio）是一颗绕太阳运转的小行星，为主小行星带小行星。该小行星于2002年7月10日发现。
該小行星以義大利天文學家盧嘉勒·費盧格里奧（Chiara Feruglio）命名。

## 轨道参数
小行星73442的轨道半长轴为3.2196832 UA，离心率为0.173。